# Vorflut
Vorflut und Vorfluter sind Begriffe aus der Wasserwirtschaft im Zusammenhang mit Entwässerung und gehören zur Terminologie der Hydrotechnik. Wörtlich sind sie zu verstehen als „vor der Flut“, d. h. als „Maßnahmen vor drohender Überschwemmung“ um Wasser  abfließen zu lassen. Natürliche Vorflut ist Vorflut durch einfachen, der Schwerkraft folgenden Abfluss. Künstliche Vorflut beruht auf der Hebung des Wassers durch Pumpen, beispielsweise in Schöpfwerken. 
Vorflut wird überall dort benötigt, wo Abwasser anfällt, und muss gegebenenfalls im Genehmigungsverfahren nachgewiesen werden. Abwasser im hier verwendeten Sinn umfasst auch unverschmutzte Wässer, zum Beispiel von einer Fläche abfließendes Regenwasser (Oberflächenwasser). Wichtig ist eine Vorflut auch für die landwirtschaftliche Bodennutzung auf vernässten Flächen, zum Beispiel für den Betrieb von Drainagen, Tiefs und anderen Entwässerungsgräben. Hier soll durch die Vorflut der Grundwasserspiegel auf eine für das Pflanzenwachstum förderliche Höhe eingeregelt werden.

## Definition
Am häufigsten verwendet wird die Definition der DIN-Norm 4049: Vorflut ist die Möglichkeit des Wassers, mit natürlichem Gefälle oder durch künstliche Hebung abzufließen (natürliche und künstliche Vorflut). Als Vorfluter werden die der Vorflut dienenden Gewässer bezeichnet.
Nach dieser Definition ist ein Vorfluter immer ein Gewässer, meist ein Oberflächengewässer wie ein Fließgewässer, selten auch ein See, oder das Grundwasser. In der Siedlungswasserwirtschaft wird deshalb zwischen der Einleitung von Abwasser in die Kanalisation oder direkt in den Vorfluter unterschieden. Die Kanalisation ist in diesem Falle die Vorflut für das Abwasser, aber kein Vorfluter (kein Gewässer). Diesen Sprachregelungen wird aber nicht immer in letzter Schärfe und Konsequenz bei der Verwendung auch gefolgt. Die Einleitung von Abwasser direkt in einen Vorfluter bedarf in der Regel einer wasserrechtlichen Erlaubnis.
Ein Gebiet, das nicht über natürliche Vorflut entwässert werden kann, ist ein Polder. Zu beachten ist dabei: „Natürlich“ heißt in diesem Zusammenhang jede der Schwerkraft folgende Entwässerung. Die Entwässerung durch einen Graben oder Kanal ohne Schleusen, Schöpfwerke usw. wird also „natürliche Vorflut“ genannt, obwohl die Gewässer von Menschen „künstlich“ angelegt wurden.

## Grundwasservorfluter
In der Hydrogeologie ist die Grundwasservorflut die Möglichkeit des Grundwassers, dem natürlichen Gefälle folgend abzufließen. Grundwasservorfluter ist im Normalfall ein Fließgewässer wie ein Bach oder ein Fluss. Ausnahmen gibt es vor allem bei Karstgewässern. Selten kommt es vor, dass Gewässer oberhalb des Grundwasserspiegels fließen. Dies kann zum Beispiel bei Bächen in Flussauen der Fall sein, wenn nicht der Bach, sondern der noch entfernt liegende Fluss Grundwasservorfluter ist. Man spricht in diesem Fall vom „schwebenden“ Fließen. Die Lage und Höhe der Vorflut des Grundwassers beeinflusst das Grundwassergefälle und die Höhe der Grundwasseroberfläche.

## Gewässerunterhaltung
Die Sicherstellung einer geordneten Vorflut gehört zu den Aufgaben der Gewässerunterhaltung. Maßnahmen umfassen zum Beispiel Grabenräumung oder „Entkrauten“ (Beseitigung des Röhrichts und der untergetaucht wachsenden Vegetation zum Beispiel mit Mähwerken oder Mähkörben).

## Hauptvorfluter und Nebenvorfluter
Im Wasserbau wird bei der Herstellung oder Unterhaltung von Gewässern in ihrer Eigenschaft als Vorfluter noch zwischen Haupt- und Nebenvorflutern unterschieden. Hauptvorfluter ist der große Abstrom, z. B. der Fluss, der auf seinem Weg das Wasser der Vorfluter aufnimmt und zum Meer hin ablaufen lässt und es so in den natürlichen Kreislauf zurückgibt. Nebenvorfluter nennt man den Behelf, der die Menge des Wassers aufnimmt, die die Leistungskapazität des Vorfluters übersteigt. Das ist ein Nebenarm des Vorfluters, der entweder über einen Umweg an anderer Stelle in den dort erweiterten Vorfluter zurückleitet oder einen eigenen direkten oder geregelten Abfluss in den Hauptvorfluter besitzt. Ist die natürliche Ableitung über den Vorfluter nicht möglich, etwa weil er keinen eigenen Abfluss besitzt, oder etwa weil der Hauptvorfluter z. B. in Niederungsgebieten höher liegt als der Vorfluter, so erfolgt künstliche Ableitung über ein Schöpfwerk (Pumpanlage). In dem Falle leitet der Vorfluter das Wasser zum Schöpfwerk, das mit einem entsprechend großen Vorbecken, dem Mahlbusen, ausgestattet ist. Dort wird der Pumpenbetrieb über eine Pegelsteuerung geregelt.